# 広島大学病院
広島大学病院（ひろしまだいがくびょういん）は、広島県広島市南区にある、国立大学法人広島大学の大学病院である。略称は広大病院（ひろだいびょういん）。

## 概要
1877年の公立広島病院開院以来、統廃合などを繰り返し、2003年に現在の体系となった。病床数は2008年現在で740床（医科700床、歯科40床）、職員数は1,300名以上である。2014年の患者数は、医科外来451,062名、歯科外来131,756名、医科入院235,884名、歯科入院6,822名である。
特定機能病院、がん診療連携拠点病院、高度救命救急センターに指定されており、広島県における高度先進医療を担う医療機関の一つとして、地域医療における中心的な役割を担っている。
また、「エイズ診療中国四国ブロック拠点病院」「小児がん医療中国四国ブロック拠点病院」に指定されており、同分野での中国四国地方の中心的な医療機関としての役割を果たしている。
当病院は臨床研修指定病院として広島大学医学部と歯学部の臨床研修を行う場でもあり、学会より認定された数多くの指導医・専門医が在籍し、研修医の指導を行っている。
かつて医学部の附属施設であった広島大学原爆放射線医科学研究所（附置研究所）の臨床部門は、当病院内において診療を行っており、被爆医療の分野では、数々の世界的な業績を上げている。原爆放射線医科学研究所は、広島大学病院旧西病棟跡地に移転した。
また、2013年9月20日に医科と歯科の外来が統合した新しい診療棟が開院した。
2015年（平成27年）8月26日に原子力災害時の被曝医療の中心になる「高度被ばく医療支援センター」に指定された。

## 沿革

### 源流諸校
- 1870年（明治3年） - 広島藩藩校の修道館（修道中学校・修道高等学校の前進）内に医学所を設置。
- 1871年（明治4年） - 修道館の廃止により医学所閉鎖。医学所教師らは躋寿館を設立。
- 1874年（明治6年）6月 - 躋寿館を私設医学校とする。
- 1877年（明治10年）5月 - 広島県に移管され県立広島医学校となる。同時に医学校内に公立広島病院（県立広島病院の前身）を設置。
- 1878年（明治11年）3月 - 広島県立附属医学校と改称、甲種医学校となる。
- 1887年（明治20年） - 文部省の地方医学校統合方針により廃校。

### 県立広島医学校時代
- 1877年（明治10年）5月：県立広島医学校校内に公立広島病院を設置。

### 広島県立医専時代
- 1945年（昭和20年）2月 - 広島県立医学専門学校を設立し、県立病院を附属病院とする。
- 1947年（昭和22年）2月 - 呉市立市民病院および呉市立呉病院が県に移管され、前者を附属医院本院、後者を阿賀分院とする。

### 旧制広島県立医大時代
- 1947年（昭和22年）12月 - 附属病院音戸分院設置。
- 1948年（昭和23年）3月 - 県立医科大学の開設を認可された。附属病院二河分院設置。
- 1950年（昭和25年）12月 - 二河分院閉鎖。
- 1952年（昭和27年）2月 - 附属医院を附属病院に改称。

### 広島医大時代
- 1956年（昭和31年）4月 - 附属病院（本院・阿賀分院・音戸分院）が国に移管され広島大学医学部附属病院となる。
- 1956年（昭和31年）11月 - 音戸分院廃止。
- 1957年（昭和32年）9月 - 阿賀分院廃止。

### 広島大学時代
- 1957年（昭和32年）9月 - 現在地（広島市南区霞1丁目2番3号）に移転。
- 1967年（昭和42年）9月 - 歯学部附属病院設置。
- 1969年（昭和44年）3月 - 歯学部附属病院工事完了。
- 2003年（平成15年）10月 - 医学部附属病院と歯学部附属病院を統合し、広島大学病院となる。
- 2006年（平成18年）11月 - 広島大学東広島キャンパスに大学病院歯科の分院（広島大学歯科診療所）が開院。
- 2007年（平成19年）3月 - 大学病院歯科の耐震改修工事が完了。
- 2013年（平成25年）9月 - 医科と歯科の外来を統合した診療棟が開院。
- 2015年（平成27年）
  - 5月1日 - 難病の患者家族向けの低価格宿泊施設「ファミリーハウス」が完成し、受付開始[4]。
  - 8月26日 - 原子力災害時の被曝医療の中心になる「高度被ばく医療支援センター」に指定[3]。

## 診療科

### 医科
- 医系総合診療科
- 脳神経外科
- 脳神経内科
- 精神科
- 脊椎・脊髄外科
- 眼科
- 耳鼻咽喉科
- 呼吸器内科
- 呼吸器外科
- 循環器内科
- 心臓血管外科
- 消化器内科
- 消化器外科
- 内分泌代謝内科
- 内分泌外科
- 血液小児科
- 血液内科
- 皮膚科
- 形成外科
- 整形外科
- 麻酔・疼痛治療科
- 腎臓内科
- 泌尿器科
- 婦人科
- 放射線科
- 新生児・小児科
- 小児外科
- 産科

### 歯科
- 口腔総合診療科
- 予防歯科
- 矯正歯科
- 小児歯科
- 障害者歯科
- むし歯・変色歯診療科
- 歯周診療科
- 口腔インプラント診療科
- 咬合・義歯診療科
- 顎・口腔外科
- 口腔顎顔面再建外科
- 歯科放射線科
- 歯科麻酔科

その他、口腔総合診断室、地域連携歯科診療部、歯と口の健康管理室、あんしん歯科治療室、言語治療室などがある。

## 中央診療施設
医科診療部門
| - 検査部 - 手術部 - 放射線部 - 輸血部 - 高度救命救急センター - 病理診断科 - 集中治療部 - 周産母子センター - 内視鏡診療科 - 透析内科 - 化学療法室 - がん治療センター | - 心不全センター - スポーツ医科学センター - 未来医療センター - てんかんセンター - 聴覚・人工聴覚機器センター - IBDセンター（炎症性腸疾患センター） - 漢方診療センター - 国際リンパ浮腫治療センター - 血友病診療センター - アレルギーセンター - 緩和ケアセンター - 睡眠医療センター |  |

## 先進医療
- 悪性高熱症診断法（スキンドファイバー法）[5]
- 骨髄細胞移植による血管新生療法[5]
- 前眼部三次元画像解析[5]
- 急性リンパ性白血病細胞の免疫遺伝子再構成を利用した定量的PCR法による骨髄微小残存病変 (MRD) 量の測定[5]
- 術後のホルモン療法およびS－1内服投与の併用療法　原発性乳がん（エストロゲン受容体が陽性であって、HER2が陰性のものに限る。）[5]
- ペメトレキセド静脈内投与およびシスプラチン静脈内投与の併用療法　肺がん（扁平上皮肺がんおよび小細胞肺がんを除き、病理学的見地から完全に切除されたと判断されるものに限る。）[5]
- 放射線照射前に大量メトトレキサート療法を行った後のテモゾロミド内服投与および放射線治療の併用療法ならびにテモゾロミド内服投与の維持療法　初発の中枢神経系原発悪性リンパ腫（病理学的見地からびまん性大細胞型B細胞リンパ腫であると確認されたものであって、原発部位が大脳、小脳又は脳幹であるものに限る。）[5]

## 指定等
- 高度救命救急センター
- 特定機能病院
- がん診療連携拠点病院
- エイズ治療拠点病院
- 臨床研修指定病院
- ISO9001[1]
- ISO15189[1]

## 交通アクセス
JR広島駅、JR横川駅、JR西広島駅、紙屋町・八丁堀、広島港から路線バスで「大学病院前」バス停下車すぐ。広電バス、広島バス、広島交通 が発着する。
大学病院前 バス停
- 301,311,321,331,341号線 まちのわループなど（広電バス・広島バス・広島交通） 大学病院前経由 広島駅行き
- 302,312,322,332,342号線 まちのわループなど（広電バス・広島バス・広島交通） 広島駅発 大学病院前経由
  - 302号線 まちのわループ 右回り 旭町・県立広島大学・県病院前・日赤病院前方面（逆方向の左回りは301号線）
  - 312号 広島みなと新線 県立広島大学・広島港桟橋方面（逆方向は311号線）
  - 322号線 大学病院前止まり（逆方向は321号線）
  - 332号線 旭町方面（旭町から大学病院前経由広島駅行きは331号線）朝と夜のみ運行
  - 342号線 県病院前方面（県病院前から県立広島大学・大学病院前経由広島駅行きは341号線）朝のみ運行

- 23号 横県線（広島バス） 昭和町経由 八丁堀・紙屋町・横川駅方面
- 23-1号 横県線（広島バス） 段原中央経由 八丁堀・紙屋町・横川駅方面
- 10号線 急行（広電バス） 市役所前・己斐 西広島駅方面 平日の朝と夕のみ運行

1時間あたりの運行本数は、広島駅方面（まちのわループなど）が片道6本、八丁堀・紙屋町方面（23,23-1号横県線）が片道4本（昼間時間帯）。広島市道中広宇品線（段原通り沿い）に「大学病院入口」バス停、国道2号沿いに「大学病院南門」バス停もある。
大学病院南門 バス停（東行き 東雲方面）
- 7号線（広電バス） 仁保車庫方面 / 向洋新町方面
- 41号線（広電バス） 矢野ニュータウン・熊野町方面
- 41号 東雲線（芸陽バス） 海田町方面 平日5便、土休日3便のみ
- クレアライン（広電バス・中国JRバス） 呉市方面

大学病院南門 バス停（西行き 南区役所前方面）
- 7号線（広電バス） 市役所前・紙屋町方面
- 41号線（広電バス） 市役所前・紙屋町方面
- 41号 東雲線（芸陽バス） 市役所前・広島バスセンター方面 平日4便、土休日2便のみ
- クレアライン（広電バス・中国JRバス） 降車のみ

## YHRPミュージアム
2018年10月17日、広島大学霞キャンパス内に病院付属の美術館としてYHRPミュージアムが開館した。
- 開館時間：9:00～16:00（月曜日～金曜日）
- 休館日：土曜日・日曜日・祝日・12月29日～1月3日（その他臨時休館あり）

## その他

### 書籍
2007年9月に『広島大学病院の最新治療がわかる本』を南々社より出版した。医科・歯科を含めた大学病院での最新治療を紹介する本で、各科の専門医が症例ごとに執筆している。このような本を大学病院が出すのは初めての試みであり、注目される。

### ドキュメンタリー
- ETV特集「命の砦〜集中治療室 密着40日の記録〜」（2023年2月4日、NHK Eテレ）[13]